# Севір (округ, Юта)
Шаблон:StateAbbr_ 38°45′ пн. ш. 111°48′ зх. д. / 38.75° пн. ш. 111.8° зх. д.
Округ Севір (англ. Sevier County) — округ (графство) у штаті Юта, США. Ідентифікатор округу 49041.

## Історія
Округ утворений 1865 року.

## Демографія
За даними перепису 2000 року загальне населення округу становило 18842 осіб, зокрема міського населення було 6797, а сільського — 12045. Серед мешканців округу чоловіків було 9384, а жінок — 9458. В окрузі було 6081 домогосподарство, 4907 родин, які мешкали в 7016 будинках. Середній розмір родини становив 3,44.
Віковий розподіл населення поданий у таблиці:
| Стать    | До 15 років | 15-21 | 22-29 | 30-39 | 40-49 | 50-65 | 65-85 | Понад 85 |
| -------- | ----------- | ----- | ----- | ----- | ----- | ----- | ----- | -------- |
| Чоловіки | 2614        | 1324  | 864   | 988   | 1185  | 1297  | 1009  | 103      |
| Жінки    | 2521        | 1224  | 820   | 1109  | 1178  | 1292  | 1129  | 185      |

## Суміжні округи
- Санпіт — північ
- Емері — схід
- Вейн — південний схід
- Пают — південь
- Бівер — південний захід
- Міллард — захід